# Terslev Sogn
Terslev Sogn 
ist eine Kirchspielsgemeinde (dän.: Sogn)
auf der Insel Sjælland im südlichen Dänemark.
Bis 1970 gehörte sie zur Harde Ringsted Herred im damaligen Sorø Amt, danach zur Haslev Kommune im Vestsjællands Amt, die im Zuge der  Kommunalreform zum 1. Januar 2007 in der Faxe Kommune in der Region Sjælland aufgegangen ist.
Im Kirchspiel leben 1764 Einwohner, davon 946 im Kirchdorf (Stand: 1. Januar 2023).
Im Kirchspiel liegt die Kirche „Terslev Kirke“.
Nachbargemeinden sind im Südosten Tureby Sogn, im Süden Freerslev Sogn, im Südwesten Haslev Sogn und im Westen Øde Førslev Sogn, ferner in der nordwestlich gelegenen Ringsted Kommune Ørslev Sogn und in der nordöstlich gelegenen Køge Kommune im Norden Gørslev Sogn und Køge Sogn und im Osten Sædder Sogn, welches teilweise in die Faxe Kommune hineinragt.